# Casa da Janela Manuelina (Lagos)
A Casa da Janela Manuelina é um edificio histórico na cidade de Lagos, na região do Algarve, em Portugal.

## Descrição e história
O imóvel está situado na Rua Henrique Correia da Silva, no centro histórico de Lagos. Os principais elementos são as portas e janelas com molduras em estilo manuelino, de corrente gótico-renascentista, que vieram de um outro edifício, que terá sido destruído no Sismo de 1755. Esta teoria é sustentada pelas deficiências nas ligações entre as vergas e as ombreiras nas portas no rés-do-chão. No interior destaca-se igualmente o poço num pátio interior, cuja abertura poderá ter sido anterior à instalação do imóvel.
O imóvel foi edificado nos finais do século XVIII. Posteriormente, as molduras manuelinas foram cobertas por rebocos caiados, que caíram em meados do século XX como parte do processo de degradação do edifício, levando assim à redescoberta daqueles elementos. Em meados do século XX foram redescobertos os elementos em estilo manuelino, na sequência da queda dos rebocos caiados que os escondiam, como parte do processo de degradação pelo qual o edifício estava a passar. Em 1990, foi alvo de obras de remodelação. O edifício foi utilizado como sede da Comissão dos Descobrimentos e do Centro de Estudos Gil Eanes.
Em Outubro de 2012, estava prevista a instalação de um centro de estudos na Casa da Janela Manuelina, que iria ser um dos três núcleos museológicos em Lagos, no âmbito do programa Rota do Escravo da UNESCO, sendo os outros dois o Memorial da Escravatura, que iria ser construído numa antiga lixeira junto à Porta da Gafaria, e um centro temático no edifício do Mercado de Escravos. Nesta altura, a Casa da Janela Manuelina já albergava o centro UNESCO de Lagos. Em 2014, o vereador Alexandre Nunes, da Coligação Democrática Unitária, criticou as condições em que se encontravam vários elementos do património de Lagos, incluindo a Casa da Janela Manuelina, que classificou como «fechada, a albergar oportunidades não estruturadas e condenadas ao fracasso».
Em 8 de Agosto de 2025, a Câmara Municipal de Lagos informou que tinha aprovado a cedência do imóvel ao Grupo dos Amigos de Lagos, que o iria utilizar como sede, substituindo as antigas instalações na Rua Cândido dos Reis. Até então, a Casa da Janela Manuelina estava a ser utilizada pelo Centro de Estudos de Lagos, que passou para o antigo edifício do Dispensário Antituberculoso de Lagos. Esta decisão teve como finalidade apoiar ambas as instituições, que tinham um grande relevo do ponto de vista social e cultural, e promover a reutilização do património da autarquia, de forma a evitar a sua degradação.